# Serafim Alexandrowitsch Saizew
Serafim Alexandrowitsch Saizew (russisch Серафим Александрович Зайцев; * 26. Februar 1904 in Kasan, Russisches Kaiserreich; † 12. Juni 1978 in Moskau) war ein sowjetischer Theater- und Film-Schauspieler.

## Leben und Leistungen
Saizew besuchte bis 1927 einen Schauspielkurs bei Juri Alexandrowitsch Sawadski. Von 1930 bis 1938 trat er am dem Moskauer Stadtsowjet unterstehenden Kunsttheater auf, wechselte aber später ans Jermolow-Theater und blieb diesem bis zum Ende seiner Laufbahn treu. Zeitweise stand Saizew auch für das Elektrotheater „Stanislawski“ auf der Bühne. Zu den von ihm bedienten Stücken zählte u. a. das vom Jermolow-Theater inszenierte Werk Пушкин  (Puschkin) von Andrei Pawlowitsch Globa, mit dem er 1957 auch im Rahmen einer Bühnenaufzeichnung im sowjetischen Fernsehen zu sehen war.
Sein Filmdebüt gab er 1946 in Alexander Ptuschkos Die steinerne Blume als Gutsherrendiener Jefimka. Saizew trat vor der Kamera ausschließlich als Nebendarsteller in Erscheinung, eine seiner markantesten Rollen hatte er 1970 in dem dreiteiligen Spionagefilm Я - 11-17 (Ja – 11-17) als Kellner und Mittelsmann inne. Weitere Engagements nahm der dunkelhaarige Darsteller u. a. in Битва в пути (Bitwa w puti, 1961) nach Galina Nikolajewas Roman Schlacht unterwegs, als Polizeihauptmann Kryschalowski im Revolutionsfilm Товарищ Арсений (Towarischtsch Arseni) sowie als alter Mann in dem Drama Schneesturm (beide 1964) wahr. Neben Пушкин war er auch in weiteren Bühnenaufzeichnung zu sehen, z. B. in Оправдание Паганини (Oprawdanije Paganini, 1969) über Niccolo Paganini und zuletzt 1977 als Matrose in Разлом (Raslom) nach Boris Andrejewitsch Lawrenjows Roman.
In den 1930er Jahren war Saizew außerdem im Allsowjetischen Rundfunkkomitee aktiv.

## Filmografie (Auswahl)
- 1946: Die steinerne Blume (Kamenny zwetok)
- 1965: Schneesturm (Metel)
- 1971: Den Tapferen trifft die Kugel nicht (Smelowo pulja boitsja, ili Mischka prinimajet boi)
- 1975: Uzala der Kirgise (Dersu Usala)